# 1 E9 s
Cet article liste des exemples de temps de l'ordre de 109 s, soit 1 milliard de secondes, afin de comparer différents ordres de grandeur.

## Exemples
| Durée (×109) s | Unités usuelles | Événement                                                                                        |
| -------------- | --------------- | ------------------------------------------------------------------------------------------------ |
| 0,919          | 29,1 a          | Demi-vie du curium 243                                                                           |
| 0,930          | 29,458 a        | Une révolution de Saturne autour du Soleil                                                       |
| 1,000          | 1 gigaseconde   | 31,69 années                                                                                     |
| 1,263          | 40 a            | Espérance de vie la plus courte de tous les pays en 2000 (Burundi, Malawi, Rwanda, Sierra Leone) |
| 1,989          | 63 a            | Demi-vie du titane 44                                                                            |
| 2,176          | 68,9 a          | Demi-vie de l'uranium 232                                                                        |
| 2,368          | 75 a            | Espérance de vie des hommes en France en 2001                                                    |
| 2,621          | 83 a            | Espérance de vie des femmes en France en 2001                                                    |
| 2,657          | 83,1 a          | Une révolution d'Uranus autour du Soleil                                                         |
| 3,159          | 100 a           | Un siècle                                                                                        |
| 3,161          | 100,1 a         | Demi-vie du nickel 63                                                                            |
| 5,211          | 165 a           | Une révolution de Neptune autour du Soleil                                                       |